# Ankylose
L'ankylose (du grec αγκυλος, tordu, de travers) est « la perte totale ou partielle du mouvement propre à une articulation » ayant pour origine une blessure, une maladie ou une intervention chirurgicale volontaire.

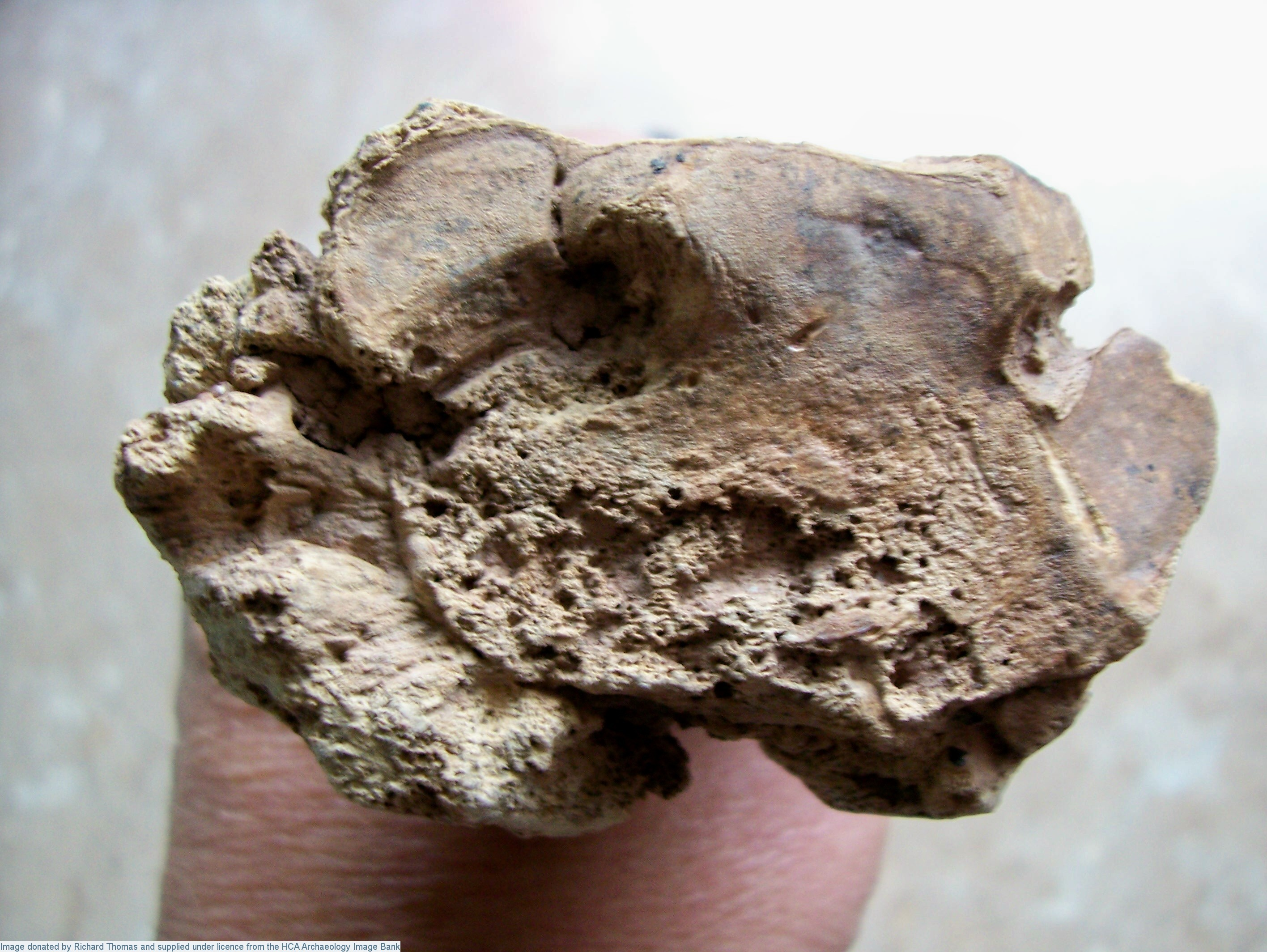
Les métacarpes d'un cheval fusionnés à l'étape 2 qui montrent une exostose massive sur les faces proximales antérieures et médiales avec piqûres de la surface articulaire. Spécimen du XIIe siècle-XIIIe siècle.

La rigidité peut être complète ou partielle ; elle peut provenir de l'inflammation des structures des muscles ou des tendons à l'extérieur de l'articulation (on parle de « fausse » ankylose) mais elle peut aussi provenir de l'inflammation des tissus de l'articulation elle-même (on parle de « vraie » ankylose). Quand l'inflammation vient à bout de l'articulation entre les os de sorte qu'ils soient reliés entre eux par des excrétions osseuses ou qu'ils fusionnent, on parle d'ankylose « osseuse » ou « complète ». L'excision d'une épaule ou d'un coude complètement ankylosé peut redonner la liberté de mouvement et l'usage du membre.
Le terme « ankylose » est également utilisé pour les os, quand des os, à l'origine distincts, fusionnent ou deviennent si liés qu'aucun mouvement entre eux n'est possible. On peut alors aussi parler d'arthrodèse quand le blocage est chirurgical.

## Causes
La polyarthrite rhumatoïde est une cause fréquente d'ankylose.